# Воспитанница (пьеса)
«Воспитанница» — пьеса («сцены из деревенской жизни») Александра Островского. Написана в 1858 году.
Впервые опубликована в журнале «Библиотека для чтения», 1859, No 1.

## История написания
Пьеса задумана Островским в 1855 году как драма в двух действиях. 12 июля 1855 года он составил список действующих лиц и набросал план 1-го акта, но уже на следующий день работа над пьесой была оставлена. В плане были персонажи, впоследствии исключённые драматургом: отставной чиновник Захар Зверобоев и купец Савва Трифоныч Брусков.
К работе над пьесой Островский вернулся только в апреле 1858 года. Первоначальное название «Воспитанница» было изменено на «Кошке игрушки, мышке слёзки. Картина деревенской жизни». Островский намеревался закончить пьесу за короткий срок, однако пьеса была закончена лишь 7 декабря 1858 года. Отдельные стилистические исправления вносились и позже. При переписке набело, Островский вернулся к первоначальному заглавию — «Воспитанница».
Пьеса вызвала чрезвычайно резкую оценку в III отделении. В пьесе усмотрели «вредное направление», её признали совершенно неприемлемой для постановки в театре. Автору предъявили обвинение «в насмешке и издевательстве над дворянством, освобождавшим крестьян». Когда начальнику III отделения генералу Потапову указали, что в комедии «не задеты ни крестьянский вопрос, ни благородные чувства дворянства», Потапов ответил: «Конечно, ничего прямо не говорится. Но мы не так просты, чтобы не уметь читать между строк».
«Воспитанница» была разрешена и впервые поставлена на казённой сцене только через четыре года: 21 октября 1863 г. в московском Малом театре, в бенефис артистки Карской; в Петербурге, в Александринском театре, — 22 ноября того же года, в бенефис артистки Жулевой.

## Действующие лица
- Уланбекова, старуха лет под 60, высокого роста, худая, с большим носом, чёрными густыми бровями; тип лица восточный, небольшие усы. Набелена, нарумянена, одета богато, в чёрном. Помещица 2000 душ.
- Леонид, её сын, 18 лет, очень красив, немного похож на мать. Одет по-летнему.
- Василиса Перегриновна, приживалка, девица 40 лет. Волос мало, пробор косой, коса зачесана высоко, с большой гребёнкой. Постоянно коварно улыбается и страдает зубами; жёлтая шаль около самого горла заколота булавкой.
- Потапыч, старый дворецкий. Галстук и жилет белые, фрак чёрный. С виду важен.
- Надя, 17 лет, любимая воспитанница Уланбековой, одета как барышня.
- Гавриловна, ключница, пожилая женщина, полная, с открытым лицом.
- Гриша, мальчик лет 19, любимец барыни, одет франтом, часы с золотой цепочкой. Красив, волосы кудрявые, выражение лица глупое.
- Неглигентов, приказный, очень грязный молодой человек.
- Лиза, горничная, недурна собой, но очень полна и курноса; в белом платье, лиф которого короток и сидит неловко; на шее маленький красный платочек, волосы очень напомажены.
- Крестьянская девушка, лакей и горничная без речей.

Действие происходит весной, в подгородной усадьбе Уланбековой.

## Содержание
Богатая помещица Уланбекова считает себя благодетельницей и берёт на воспитание молодых девушек, которых «перевоспитывает» на свой лад и против их воли выдаёт замуж. Как описывает её дворецкий Потапыч: «Они даже и у знакомых у кого, если увидят девушку, так сейчас и ищут ей жениха. […] Некоторые даже, по своей глупости, прячут девок-то от барыни, чтоб они как-нибудь на глаза не попались; потому тут им уж и конец». (См. д. 1, явл. 2.)
Сейчас на воспитании Уланбековой находится племянница Потапыча Надя.
Уланбекова собирается выдать её замуж за пьяницу Неглигентова, несмотря на мольбы самой Нади, челяди Уланбековой и её сына Леонида.
К счастью, пьяный Неглигентов приходит буянить в сад Уланбековой, и она отказывается от свадьбы: «Пей он там, где хочет, да чтоб я-то не видала! Я бы тогда знала по крайней мере, что он меня уважает». (См. д. 2, явл. 5.)
Надя, потрясённая тем, как легко могли сломать её судьбу, решается на запретный поступок: на ночное свидание с Леонидом.
Узнав об этом свидании, Уланбекова требует немедленно обвенчать Надю и Неглигентова. Остальные бессильны её уговорить.
Надя просит расстроенного Леонида уехать, на его вопрос, нужна ли ей помощь, отвечает: «Ни помощников, ни заступников мне не надо! не надо! Не хватит моего терпения, так пруд-то у нас недалеко!» (См. д. 4, явл. 5.)